# جون ريتشارد باريت
جون ريتشارد باريت هو محامي وسياسي أمريكي، ولد في 21 أغسطس 1825 في غرينسبورج في الولايات المتحدة، وتوفي في 2 نوفمبر 1903 في نيويورك في الولايات المتحدة. نشط حزبياً في الحزب الديمقراطي. وقد انتخب عضو مجلس نواب ولاية ميزوري ‏ وانتخب عضو مجلس النواب الأمريكي ‏.